# 東文社戲院
東文社戲院是鹽水在二次大戰後成立的三家戲院之一，屬於既放電影又演戲的混合戲院，創設時隸屬臺南縣鹽水鎮（今臺南市鹽水區），由於三家戲院均位在康樂路上，故康樂路又有「戲院路」的別稱。而該戲院由於曾數度易手，故又在之後改名為「南光戲院」與「建新戲院」，最後約在1970年代結束營業。

## 沿革
東文社戲院的創立者是林耀東，曾就讀日本早稻田大學經濟系，後因關東大地震而放棄學業返回故鄉安溪寮（今後壁區頂安、福安、長安三里），後來他分別在今後壁區長安里、鹽水區水正里與嘉義市成立金紫戲院、東文社戲院和華南戲院。
東文社戲院後來轉由曾為鹽水鎮長的郭清湶經營，改稱「南光戲院」，之後又轉由曾金印和其堂叔曾進水合資經營，再度改名為「建新戲院」，最後約在1970年代左右結束營業。